# Estêvão I da Hungria
Estêvão I, também conhecido como Rei Santo Estêvão (em húngaro: Szent István király; em latim: Sanctus Stephanus; em eslovaco: Štefan I. ou Štefan Veľký; Estrigônio, c. 975 – Székesfehérvár, 15 de agosto de 1038), foi o último grão-príncipe dos húngaros entre 997 e 1000 ou 1001, e o primeiro rei da Hungria de 1000 ou 1001 até sua morte em 1038. O ano de seu nascimento é desconhecido, mas muitos detalhes de sua vida sugerem que nasceu em ou após 975 em Estrigônio. Ao nascer, adquiriu o nome pagão Vajk. A data do seu batismo também é incerta. Era o único filho do grão-príncipe Géza da Hungria e sua esposa Sarolta, progênie da relevante família dos Giulas. Embora seus pais tenham sido batizados, Estêvão foi o primeiro membro de sua família a se tornar cristão devoto. Ele se casou com Gisela da Baviera, uma herdeira da imperial dinastia otoniana.
Depois de suceder seu pai em 997, teve que lutar pelo trono contra seu parente, Cupano, que era apoiado por grande número de guerreiros pagãos. Derrotou Cupano principalmente com a ajuda de cavaleiros estrangeiros, incluindo Vencelino, Hunto e Pasmano, mas também com a ajuda de lordes nativos. Foi coroado em 25 de dezembro de 1000 ou 1 de janeiro de 1001 com coroa enviada pelo papa Silvestre II. Numa série de guerras contra tribos e chefes semi-independentes — incluindo os húngaros negros e seu tio, Giula, o Jovem — unificou a Bacia dos Cárpatos. Protegeu a independência de seu reino, forçando as tropas invasoras do imperador Conrado II a se retirarem da Hungria em 1030.
Ele estabeleceu pelo menos um arcebispado, seis bispados e três mosteiros beneditinos; assim, a Igreja na Hungria se ampliou independente dos arcebispos do Sacro Império. Encorajou a difusão do cristianismo com duras punições aos que ignoravam os costumes cristãos. Seu sistema administrativo local se fundava em condados organizados em torno de fortalezas e geridas por oficiais reais. A Hungria, que desfrutou de um período duradouro de paz durante seu reinado, tornou-se uma rota preferida para peregrinos e mercadores que viajavam entre a Europa Ocidental e a Terra Santa ou Constantinopla.
Ele viveu mais que todos os seus filhos. Morreu em 15 de agosto de 1038 e foi enterrado em sua nova basílica, construída em Székesfehérvár e dedicada à Virgem Maria. Sua morte causou guerras civis que duraram décadas. Foi canonizado pelo papa Gregório VII, junto com seu filho Emérico (ou Américo) e o bispo Gerardo Sagredo, em 1083. Estêvão é um santo popular na Hungria e nos territórios vizinhos. Na Hungria, seu dia de festa (20 de agosto) é também feriado comemorativo da fundação do Estado.

## Vida

### Primeiros anos
A data de nascimento de Estêvão é incerta, uma vez que não foi registrada em documentos coetâneos. Crônicas húngaras e polonesas escritas séculos depois dão três anos diferentes: 967, 969 e 975. O testemunho unânime de suas três hagiografias do fim do século XI ou início do XII e outras fontes húngaras, que dizem que "ainda era adolescente" em 997, substancia a confiabilidade do último ano (975). A Lenda Menor de Estevão adiciona que nasceu em Estrigônio, implicando que nasceu após 972 porque seu pai Géza elegeu Estrigônio como residência real por volta daquele ano. Géza promoveu a propagação do cristianismo entre seus súditos à força, mas nunca deixou de adorar os deuses pagãos. A Lenda Maior de seu filho e o quase contemporâneo Dietmar de Merseburgo descreveram Géza como um monarca cruel, sugerindo que era déspota e que consolidou impiedosamente sua autoridade sobre os rebeldes senhores húngaros.
Crônicas húngaras concordam que sua mãe era Sarolta, filha de Giula, um chefe húngaro com jurisdição na Transilvânia ou na região mais ampla da confluência dos rios Tísia e Mariso. Muitos historiadores — incluindo Pál Engel e Gyula Kristó — põem que seu pai era o "Gilas" que foi batizado em Constantinopla por volta de 952 e "permaneceu fiel ao cristianismo", segundo o cronista bizantino João Escilitzes. No entanto, essa identificação não é aceita com unanimidade; O historiador György Györffy afirma que não era o pai de Sarolta, mas seu irmão mais novo, que foi batizado. Em contraste com todas as restantes fontes húngaras, a Crônica Polaco-Húngara e fontes polonesas posteriores comunicam que a mãe de Estêvão era Adelaide, uma irmã desconhecida do duque Miecislau I, mas a confiabilidade deste relato não é aceita pelos maioria dos historiadores modernos.
Estevão nasceu como Vajk, um nome derivado da palavra turca baj, que significa "herói", "mestre", "príncipe" ou "rico". A Lenda Maior narra que foi batizado pelo santo bispo Adalberto de Praga, que ficou na corte de Géza várias vezes entre 983 e 994. No entanto, a lenda quase contemporânea de São Adalberto, escrita por Bruno de Querfurte, não menciona este evento. Em consequência, a data do batismo de Estêvão é incerta: Györffy argumenta que foi batizado logo após o nascimento, enquanto Kristó propõe que só recebeu o batismo logo antes da morte de seu pai em 997.

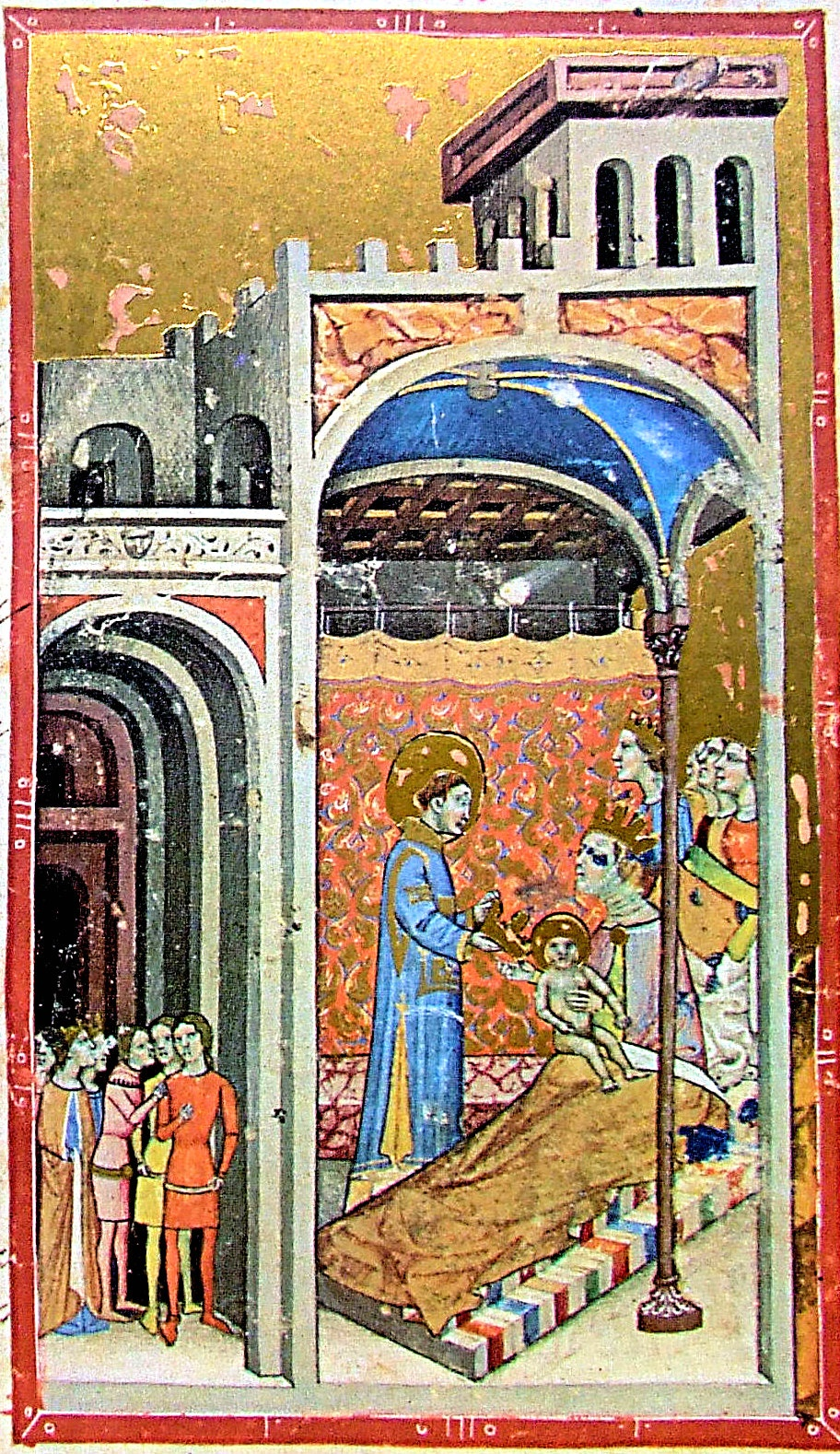
Nascimento de Estêvão na Crônica Iluminada

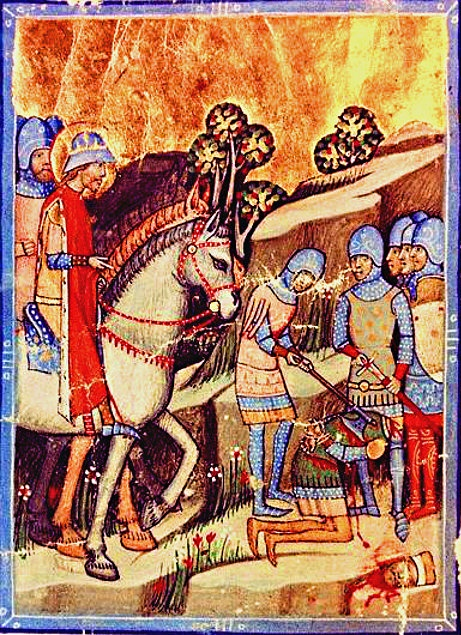
Execução de Cupano segundo iluminura da Crônica Iluminada

Sua hagiografia oficial, escrita pelo bispo Arduíno de Győr e aprovada pelo papa Inocêncio III, diz que "foi totalmente instruído no conhecimento da arte gramatical" em sua infância. Isso implica que estudou latim, embora algum ceticismo seja garantido, já que poucos reis dessa época eram capazes de escrever. Suas duas outras hagiografias do fim do século XI não mencionam nenhum estudo gramatical, afirmando apenas que "foi criado recebendo educação apropriada para um príncipe". Kristó diz que a última observação refere-se apenas ao treinamento físico, incluindo a participação em caçadas e ações militares. Segundo a Crônica Iluminada, um de seus tutores foi um conde Deodato da Itália, que mais tarde fundou um mosteiro em Tata.
Segundo suas lendas, Géza convocou uma assembleia de chefes e guerreiros húngaros quando "subiu ao primeiro estágio da adolescência", aos 14 ou 15 anos de idade. Géza nomeou-o como seu sucessor e todos os presentes fizeram juramento de lealdade ao jovem. Györffy também escreve, sem identificar a fonte, que Géza nomeou o filho para governar o "Ducado de Nitra" por volta dessa época. Os historiadores eslovacos, incluindo Ján Steinhübel e Ján Lukačka, aceitam a opinião de Györffy e propõem que administrasse Nitra (na atual Eslováquia) por volta de 995.
Géza providenciou seu casamento com Gisela, filha do duque Henrique II da Baviera, em 995 ou depois. Este casamento estabeleceu o primeiro vínculo familiar entre um governante húngaro e um da Europa Ocidental, pois Gisela era intimamente relacionada à dinastia otoniana do Sacro Império Romano-Germânico. Segundo a tradição popular preservada na Abadia de Scheyern, na Baviera, a cerimônia teve lugar no Castelo de Scheyern e foi celebrada por São Adalberto. Ela foi conduzida à sua nova casa por cavaleiros bávaros, muitos dos quais receberam doações de terras de seu marido e se estabeleceram na Hungria, ajudando a fortalecer a posição militar de Estevão. Györffy escreve que o casal "quiçá" se estabeleceu em Nitra depois do casamento.

### Reinado(997–1038)

#### Grão-príncipe(997–1000)
Géza morreu em 997. Estevão convocou uma assembleia em Estrigônio, onde seus partidários o fizeram grão-príncipe.  Inicialmente, controlava apenas as regiões do noroeste da Bacia dos Cárpatos; o resto do território ainda era dominado por chefes tribais. A ascensão de Estevão ao trono estava de acordo com o princípio da primogenitura, que prescrevia que um pai fosse sucedido por seu filho. Por outro lado, contradizia a ideia tradicional de senioridade, segundo a qual Géza deveria ter sido sucedido pelo membro mais antigo da dinastia de Arpades, que era Cupano na época. Cupano, que detinha o título de Duque de Simígio, administrou durante muitos anos as regiões da Transdanúbia ao sul do lago Balatão.
Cupano se ofereceu à viúva Sarolta, conforme o costume pagão do casamento levirato e anunciou sua reivindicação ao trono. Embora não seja impossível que Cupano já tivesse sido batizado em 972, a maioria de seus apoiadores eram pagãos, oponentes ao cristianismo representado por Estevão e seu séquito predominantemente germânico. Uma carta de 1002 à Abadia de Pannonhalma fala sobre uma guerra entre "germânicos e húngaros" quando se refere aos conflitos armados entre Estêvão e Cupano. Mesmo assim, Györffy diz que Oszlar ("Alano"), Besenyő ("Pechenegue"), Kér e outros topônimos que aludem a grupos étnicos ou tribos húngaras na Transdanúbia, nos supostos limites do ducado de Cupano, apontam unidades e grupos auxiliares significativos dos guerreiros húngaros — que haviam sido estabelecidos ali pelo grão-príncipe Géza — e que lutaram no exército de Estevão.
Kristó afirma que todo o conflito entre Estêvão e Cupano foi apenas uma disputa entre dois membros dos Arpades, sem efeito sobre outros líderes tribais húngaros. Cupano e suas tropas invadiram as terras do norte da Transdanúbia, tomaram muitos dos fortes de Estêvão e saquearam suas terras. Estêvão, que de acordo com a Crônica Iluminada "foi cingido pela primeira vez com sua espada", colocou os irmãos Honto e Pasmano no comando de sua própria guarda e nomeou Vencelino para liderar o exército real. Este último era um cavaleiro germânico que havia chegado à Hungria no reinado de Géza. Hunto e Pasmano foram, com base nos Feitos dos Hunos e Húngaros de Simão de Kéza e a Crônica Iluminada, "cavaleiros de origem suábia" que se estabeleceram na Hungria sob Géza ou nos primeiros anos de Estevão. Por outro lado, Lukačka e outros historiadores eslovacos dizem que Hunto e Pasmano eram nobres "eslovacos" que haviam se juntado a Estêvão durante seu governo em Nitra.
Cupano estava sitiando Vesprímia quando foi informado da chegada do exército de Estevão. Na batalha resultante, Estêvão obteve vitória decisiva sobre o inimigo. Cupano foi morto no campo de batalha e seu corpo foi esquartejado e suas partes foram exibidas nas portas dos fortes de Estrigônio, Győr, Gyulafehérvár e Vesprímia para ameaçar os que estavam conspirando contra o jovem. Estevão ocupou o ducado de Cupano e concedeu grandes propriedades a seus partidários. Também prescreveu que ex-súditos de Cupano deviam pagar dízimo à Abadia de Pannonhalma, de acordo com a ação da fundação deste mosteiro, que foi preservada num manuscrito com interpolações. O mesmo documento declara que "não havia outros bispados e mosteiros na Hungria" à época. Por outro lado, o quase contemporâneo Bispo Dietmar de Merseburgo afirmou que Estevão "estabeleceu os bispados em seu reino" antes de ser coroado rei. Se o último relatório for válido, as dioceses de Vesprímia e Győr são os candidatos mais prováveis, segundo o historiador Gábor Thoroczkay.

#### Coroação(1000–1001)

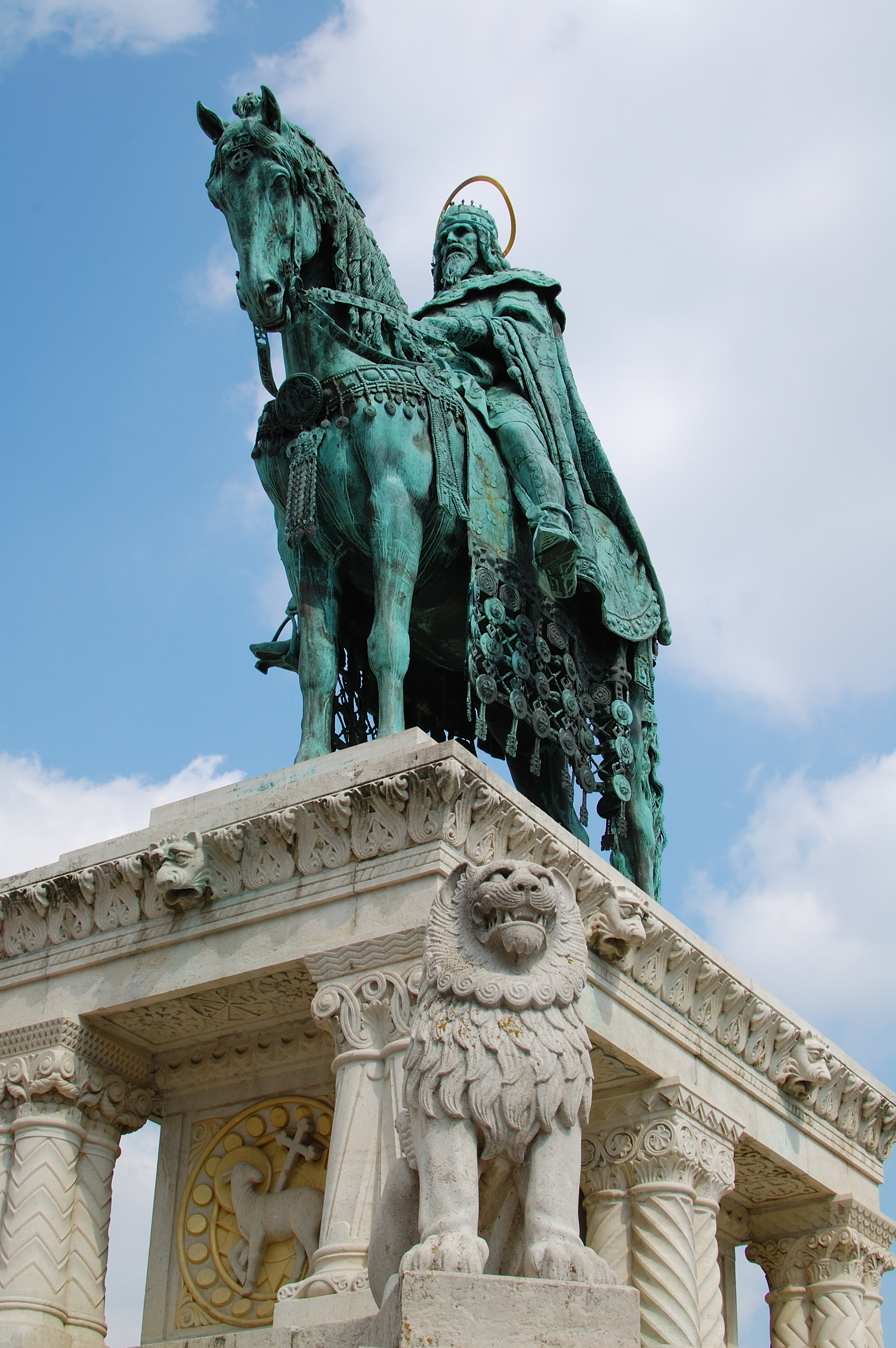
Estátua equestre moderna de Estêvão em Budapeste

Ao ordenar a exibição de uma parte do cadáver de Cupano em Gyulafehérvár, a capital de seu tio materno Giula, afirmou que reinava todas as terras dominadas pelos senhores húngaros. Também decidiu fortalecer seu estatuto internacional adotando o título de rei. No entanto, as circunstâncias exatas de sua coroação e suas consequências políticas estão sujeitas a debates acadêmicos.
Dietmar de Merseburgo escreveu que Estevão recebeu a coroa "com o favor e a insistência" do imperador Otão III (r. 996–1002), o que implica que aceitou a soberania do imperador antes de sua coroação. Por outro lado, todas as lendas de Estevão enfatizam que recebeu sua coroa do papa Silvestre II (r. 999–1003). Kristó e outros historiadores apontam que Silvestre e Otão eram aliados próximos, o que implica que ambos os relatórios são válidos: Estevão "recebeu a coroa e a consagração" do papa, mas não sem o consentimento do imperador. Cerca de 75 anos após a coroação, o papa Gregório VII (r. 1075–1085), que reivindicou soberania sobre a Hungria, declarou que Estevão "ofereceu e devotou rendidamente a Hungria a São Pedro" (isto é, à Santa Sé). Em um relatório contrastante, a Grande Lenda afirma que ofereceu a Hungria à Virgem Maria. Historiadores modernos — incluindo Pál Engel e Miklós Molnár — escrevem que sempre afirmou sua soberania e nunca aceitou a soberania papal ou imperial. Por exemplo, nenhuma de suas cartas era datada de acordo com os anos do reinado dos imperadores coetâneos, o que seria o caso se fosse vassalo. Além disso, declarou no preâmbulo de seu Primeiro Livro das Leis que governava seu reino "pela vontade de Deus".
A data exata da coroação é incerta. Segundo a tradição húngara posterior, foi coroado no primeiro dia do segundo milênio, que pode se referir a 25 de dezembro de 1000 ou 1 de janeiro de 1001. Detalhes da coroação preservados em sua Grande Lenda sugerem que a cerimônia, realizada em Estrigônio ou Székesfehérvár, seguiu o rito de coroação dos reis germânicos. Consequentemente, foi ungido com óleo consagrado durante a cerimônia. Seu retrato, preservado em sua capa real de 1031, mostra que sua coroa, como o diadema do Sacro Imperador Romano-Germânico, era uma coroa de argola decorada com pedras preciosas. Além dela, considerava uma lança com uma bandeira como um símbolo importante de sua soberania. Por exemplo, suas primeiras moedas exibem a inscrição LANCEA REGIS ("a lança do rei") e mostram um braço segurando uma lança com bandeira; de acordo com o coetâneo Ademar de Chabannes, Otão III deu uma lança ao pai de Estevão como prova do direito de Géza de "gozar da maior liberdade possível na posse de seu país". Estêvão é estilizado de várias maneiras — Ungarorum rex ("rei dos húngaros"), Pannoniorum rex ("rei dos panônios") ou Hungarie rex ("rei da Hungria") — em suas cartas.

## Árvore genealógica da Casa de Arpades
|-